# Colombo Lions
I Colombo Lions sono stati una squadra di football americano di Colombo, nello Sri Lanka, fondata nel 2011.

## Dettaglio stagioni

### Tornei nazionali

#### Campionato

##### EFLI
| Stagione | regular season | regular season | regular season | regular season | regular season | regular season | playoff | playoff | playoff | playoff | playoff | playoff    | playoff       |
|          | Vin            | Par            | Per            | Tot            | PF             | PS             | Vin     | Per     | Tot     | PF      | PS      | risultato  | avversaria    |
| -------- | -------------- | -------------- | -------------- | -------------- | -------------- | -------------- | ------- | ------- | ------- | ------- | ------- | ---------- | ------------- |
| 2012     | 4              | 0              | 1              | 5              | 64             | 35             | 0       | 1       | 1       | 7       | 21      | Semifinale | Pune Marathas |
| Totale   | 4              | 0              | 1              | 5              | 64             | 35             | 0       | 1       | 1       | 7       | 21      |            |               |

Fonti: Enciclopedia del Football - A cura di Roberto Mezzetti